# HMS Trinidad (1940)
HMS Trinidad (46) — британский легкий крейсер первой серии крейсеров типа «Краун Колони». Был заказан 1 декабря 1937 года на верфи HM Dockyard в Девенпорте и заложен 21 апреля 1938 года. Крейсер был спущен на воду 21 марта 1940 года, став третьим кораблем в Британском флоте, который стал носить это имя. При достроечных работах, во время немецкого налета на Плимут в апреле 1941 года, в квартердек корабля попала бомба, после чего корабль был переведен на верфь HM Dockyard в Розайт, где и был введен в строй 14 октября 1941 года.
Девиз корабля звучал: «Have faith» — Имейте веру.

## История службы
При вступлении в строй корабль уже имел новейшие радиолокационные установки управления огнём главного и вспомогательного калибров, а также воздушного обнаружения.
14 октября 1941 года на крейсере закончились достроечные работы и он приступил к проведению приемочных испытаний. 25 октября он перешел для испытаний в Клайд под эскортом польского эсминца Kujawiak. Испытания крейсер проходил у Северо-западных подходов базируюсь на Клайд. 6 ноября его зачислили в 10-ю эскадру крейсеров. В декабре крейсер перешел в Скапа-Флоу на Оркнейских островах для несения службы.

## Северные конвои
10 января 1942 года крейсер был назначен в состав эскорта нового конвоя в Мурманск и перешел в Исландию. 10 января он вместе с эсминцами Matabele и Somali в Хвалфьордуре присоединился к конвою PQ-8. 17 января на переходе в Баренцевом море конвой подвергся атаке немецкой подводной лодки U-454, которая потопила эсминец Matabele, из экипажа которого выжило только 2 человека, после чего конвой прибыл в Мурманск.
В Мурманске 24 января крейсер принял на борт 250 польских граждан и 25 января в составе эскорта обратного конвоя QP-6 отправился в сторону Лох-Ю. Помимо него в эскорт конвоя входили эсминец Somali и тральщики Bramble и Hebe. 28 января, после того как суда конвоя достигли Северо-западных подходов, крейсер направился в Клайд. 1 февраля он высадил своих пассажиров в Гриноке.
10 февраля Trinidad был назначен в Черный патруль, в котором должен был заменить крейсер Kenya. 11 февраля он вышел на линию Фарерские острова — Исландия для перехвата торговых рейдеров противника. 21 февраля он зашел в Хвалфьордур на техническое обслуживание, а 25 февраля был заменен на позиции крейсером Sheffield.
28 февраля крейсер вышел в качестве океанского эскорта при постановке минного заграждения 1-й минно-заградительной эскадрой у Северного барража. (Operation SN85).
7 марта Trinidad вместе с крейсером Liverpool находился в патрулировании юго-восточнее острова Ян-Майен во время выхода немецкого линкора "Тирпиц". После дозаправки в Исландии крейсера совместно с крейсерами London и Kent продолжили патрулирование, эти 4 крейсера стали заправщиками эсминцев, участвующих в патрулировании. 9 марта крейсер вместе с эсминцами Punjabi, Echo и Fury встретил обратный конвой QP-8. 11 марта крейсер вместе с эсминцами сопровождения находился севернее Тронхейма, чтобы иметь возможность перехватить Tirpitz, но последний так и не появился, и 13 марта от его поиска отказались.
23 марта крейсер вместе с эсминцами Eclipse и Fury вышел в качестве эскорта конвоя PQ-13. Помимо этих кораблей с конвоем шло Соединение Q (эскортный миноносец Lamerton и вспомогательное судно флота Oligarch), выступающее в роли судов снабжения. 24 марта в условиях шторма конвой был разбросан и повторно собрался эсминцами. 29 марта произошел бой с немецкими эсминцами Z-24, Z-25 и Z-26, вышедшими на перехват конвоя из базы в Киркенесе. Эсминцы успели повредить транспорт Bateau, позднее затопленный. Утром 29 марта к месту событий подоспели Trinidad и Fury, отогнавшие противника, при этом Trinidad потопил один из немецких эсминцев (Z-26).
Во время боя крейсер поразила торпеда, выпущенная им же самим. Неисправная торпеда описала циркуляцию и попала в левый борт крейсера впереди надстройки. Переднее котельное отделение было залито мазутом, который тут же загорелся, причиняя дополнительные повреждения. Тральщик Harrier, эсминцы Oribi и Fury взяли крейсер на буксир, пока он не смог дать ход.  30 марта под прикрытием эсминцев крейсер прибыл в Мурманск и встал на ремонт. После постановки в док были подняты тела 32 погибших моряков. Впоследствии они были похоронены в море.

## Гибель
2 мая временный ремонт закончился и 13 мая крейсер отбыл из Мурманска в сопровождении эсминцев Foresight, Forester, Matchless и Somali. Западнее острова Медвежий это соединение должны были прикрывать крейсера Kent, London, Nigeria и Norfolk с эсминцами, а далее и флот метрополии с линкором Duke of York и авианосцем Victorious. Максимальная скорость составляла 20 узлов, так как могло использоваться только одно котельное отделение.
14 мая крейсер подвергся тяжелым воздушным атакам немецких бомбардировщиков Ju-88 из состава III/KG30 и получил несколько попаданий в носовую часть, которые уничтожили все результаты ремонта, а также вызвали несколько очагов пожара. 15 мая, когда выяснилось, что пожары не могут быть взяты под контроль, а начинающийся световой день мог спровоцировать повторные атаки, было принято решение покинуть крейсер. Уцелевшие моряки были приняты на борт эсминцев Foresight, Forester, Matchless и последний тремя торпедами потопил крейсер, который затонул в точке 73°37′ с. ш. 23°27′ в. д.. В ходе воздушных атак на "Тринидаде" погибло 63 человека.
Крейсер вёз из Мурманска 5,4 т золота в качестве платы за поставки СССР вооружения.

## Любопытные факты
- На корабле нес службу известный британский композитор Джордж Ллойд (George Lloyd). написавший среди прочего «H.M.S. Trinidad march» (1941).

## Сноски
1. ↑  "Ингосстрах" собрался на дно

## Внешние ссылки
- Gordon Smith. Naval-History.net - HMS TRINIDAD (англ.). Дата обращения: 26 июля 2011. Архивировано из оригинала 5 мая 2012 года.
- Gudmundur Helgason. uboat.net - The U-boat War 1939-1945 HMS Trinidad (46) (англ.). Дата обращения: 26 июля 2011. Архивировано из оригинала 15 мая 2012 года.
- Mike. World War 2 Cruisers. HMS Trinidad (англ.). Дата обращения: 26 июля 2011. Архивировано из оригинала 15 мая 2012 года.
- George Lloyd «H.M.S. Trinidad March» — «Марш крейсера "Тринидад"» (1941)